# The Admiral Broadway Revue
The Admiral Broadway Revue era un programa televisivo de variedades emitido en Estados Unidos de manera simultánea por las cadenas NBC y DuMont. El programa era transmitido desde el International Theatre (actualmente demolido, y conocido también como Park Theatre) en 5 Columbus Circle en Nueva York. Este programa, que duraba 1 hora, era dirigido por Max Liebman, presentado por Sid Caesar, y también participaba la actriz y comediante Imogene Coca. Liebman, Caesar y Coca trabajaron posteriormente en Your Show of Shows, un nuevo programa en NBC. El último programa de Admiral Broadway Revue fue emitido el 3 de junio de 1949.
El programa era auspiciado por la fábrica de televisores Admiral, una empresa que era competencia directa de RCA (fundadora de NBC) y DuMont, las cuales también fabricaban televisores.
El Paley Center for Media posee 16 episodios grabados en kinescopio.